# Kleine Grüntaube
Die Kleine Grüntaube oder Graukopf-Grüntaube  (Treron olax) ist eine Art der Taubenvögel. Sie kommt in Südostasien vor. Unterarten sind nicht bekannt. Der Zoo in London war 1970 der erste europäische Zoo, der diese Art zeigte. Über ihre Lebensweise ist verhältnismäßig wenig bekannt.

## Erscheinungsbild
Die Kleine Grüntaube erreicht eine Körperlänge von 22 Zentimetern. Damit ist sie kleiner als eine Lachtaube. Wie für Grüntauben charakteristisch ist sie jedoch etwas kompakter als diese gebaut und hat einen kürzeren Schwanz. Der Geschlechtsdimorphismus ist sehr stark ausgeprägt, so dass Männchen und Weibchen auch bei Feldbeobachtungen voneinander unterschieden werden können.
Die Männchen der Kleinen Grüntaube haben einen blassgrauen Kopf. Der Oberkopf und Hals sowie der Nacken sind dunkelgrau. Die Vorderbrust ist dunkel orange und geht am Bauch in ein Gelbrün über. Der Schnabel ist hell. Die Iris ist innen cremefarben und außen hellbraun. Der Augenring ist hellblau. Weibchen unterscheiden sich von den Männchen durch eine dunkel olivgrüne Oberseite und eine gelbgrüne Körperunterseite.

## Verbreitungsgebiet und Verhalten
Die Kleine Grüntaube kommt auf der Malaiischen Halbinsel (Thailand, Malaysia) bis Sumatra, einschließlich der Riau-Inseln sowie der Inseln Bangka und Belitung vor. Das Verbreitungsgebiet erstreckt sich bis nach Kalimantan auf Borneo und auf die Insel Java. Sie ist dort eine häufige Taube, die sich auch menschlichen Siedlungsraum als Habitat erschlossen hat und in größeren Parks und Gärten vorkommt. Sie kommt überwiegend im Flachland vor und ist wie alle Grüntauben eine baumbewohnende Art.